# Fiscalitat a Espanya
La fiscalitat a Espanya està regulada per l'article 133 de la Constitució espanyola de 1978 i l'article 4 de la Llei 58/2003, de 17 de desembre, General Tributària (LGT). La competència fiscal està establida de manera que solament l'Estat central pot establir originàriament els tributs mitjançant lleis i les Comunitats Autònomes i les Corporacions locals poden establir i exigir lleis segons les lleis i la Constitució.

## Història
Abans de l'establiment de la Constitució espanyola de 1978, l'administració tributària espanyola era principalment central. L'encarregat de la recaptació era la figura del recaptador, que anava pels municipis recaptant d'acord amb els padrons i censos elaborats pel Ministeri d'Hisenda.
Des de l'àmbit local, els ajuntaments no tenien autonomia fiscal per a la gestió i recaptació de béns rústics, urbans i llicències fiscals. Els municipis solament elaboraven taxes locals i l'Impost de Circulació.

### Des de la Constitució de 1978
La Constitució limita l'establiment de tributs amb l'establiment dels principis bàsics del sistema tributari espanyol (art. 31). A més, limita l'Estat central a l'hora d'establir tributs obligant-lo a respectar l'autonomia financera de les Comunitats Autònomes. Un dels principis establit per la Constitució que imposa al sistema tributari espanyol és el de progressivitat.
Les comunitats autònomes tenen una autonomia financera que consisteix en poder establir els seus propis tributs i participar en els ingressos de l'Estat. L'establiment i exigència dels tributs per part de les comunitats autònomes està limitat per respectar la igualtat de drets i obligacions per tot el territori espanyol, no crear obstacles siga de manera directa o indirecta a la circulació i establiment de persones, béns, serveis i mercaderies i no poder establir tributs sobre béns de fora del territori de la comunitat autònoma (arts. 139 i 157).
Per a les entitats locals, l'Estat les ha de dotar d'hisendes locals suficients per a complir les funcions assignades per les lleis (art. 142).
La Llei 41/1975, de 19 de novembre, de l'Estatut de Bases del Règim Local marcava un centralisme, no deixant als ajuntaments que tingueren autonomia fiscal sobre la gestió i recaptació. Aquesta llei va funcionar fins al 1985, any que s'aprovà la Llei de Bases del Règim Local (LBRL), que afirmà l'autonomia financera i tributària dels municipis.
La LBRL permetia que delegaren les competències a entitats locals superiors.
La Llei Orgànica 8/1980, de 22 de setembre, de Finançament de les Comunitats Autònomes (LOFCA) més els estatuts d'autonomia estableixen la potestat tributària de les comunitats de règim comú. El País Basc i Navarra, amparades per la Disposició Addicional Primera de la Constitució espanyola, tenen una potestat sobre el seu règim tributari de mantindre, establir i regular.
El Reial Decret Legislatiu 2/2004, de 5 de març, aprovà el Text Refòs de la Llei Reguladora de les Hisendes Locals (LRHL).